# Castelpagano
Castelpagano (Cast-ro Paiane in dialetto locale) è un comune italiano di 1 331 abitanti della provincia di Benevento in Campania.

## Geografia fisica

### Territorio
Castelpagano si trova nella parte settentrionale della provincia di Benevento, al confine col Molise, nella regione storica del Sannio.
Situato in una depressione a nord di Monte Freddo (787 m) e a sud della Croce del Cupone (879 m), fra i torrenti Torti e Tammarecchia, il suo territorio presenta caratteristiche paesaggistiche proprie sia dei rilievi della Puglia che dell'Appennino meridionale: estesi boschi di cerri e farnie, residui della selva che si estendeva dal Tammaro al Fortore e all'Irpinia in epoca preromana e romana. I terreni sono di varia natura: argillosa (in località Pagliarello), anidritica (località Baraccone), silico-clastica (località Scarcioni e Nardillo), carbonatica (località Termine Ferrone e Monaci).

## Storia
L'appellativo di pagano potrebbe essere derivato da un qualche avamposto pagano superstite in zona, ma nulla di certo se ne sa prima della conquista normanna.
In epoca normanna il feudo fu affidato prima alla contea di Buonalbergo, poi a quella di Civitate, nell'attuale provincia di Foggia.
Sotto gli Angioini passò ai De Caude, borgognoni, quindi ai Del Balzo, che lo tennero fino al 1624.
Passò poi ai Brancia, ai Mormile, ed ai Capecelatro del ramo di Siano, decorati per successione di casa Mormile dei titoli di Duca di Castelpagano con anzianità dal 1724 e di Marchese di Ripalimosano (con anzianità dal 1618), e riconosciuti nel legale possesso di tali titoli con Rescritto dell'11 Ott. 1855).
Antichità: Nel suo territorio è venuta alla luce nei primi decenni del XX secolo, un'ascia preistorica, ascia "postchelleana", che costituisce un reperto del periodo di transizione tra il paleolitico ed il neolitico, nel Sannio.
Altri ritrovamenti, attualmente custoditi nel Museo del Sannio, attestano la sussistenza, in epoca preromana e romana, di un tipo di culto eracleo affine, in particolare, a quello delle zone di Vacri, Palombaro e Montenerodomo.
L'uso dei caratteri indo-arabi in Italia, si deve a Leonardo Pisano detto Leonardo Fibonacci, perché filius del Bonacci (Pisa, settembre 1170 – Pisa, 1240 ca.); fu un matematico italiano.
Scrisse il Liber abbaci, che fece pubblicare solamente dopo la sua morte (avendo inserito questa sua volontà ne testamento), opera in quindici capitoli con la quale introdusse per la prima volta in Europa (nel capitolo I) le nove cifre, da lui chiamate indiane e il segno 0 che in latino è chiamato zephirus, adattamento dell'arabo sifr, ripreso a sua volta dal termine indiano śūnya, che significa vuoto.
All'epoca il mondo occidentale usava i numeri romani e il sistema di numerazione greco e i calcoli si eseguivano con l'abaco. Questo nuovo sistema stentò molto ad essere accettato, tanto che nel 1280 la città di Firenze proibì l'uso delle cifre arabe da parte dei banchieri.
L'uso delle cifre arabe era in ogni caso già conosciuto da alcuni dotti dell'epoca. Il primo caso del quale si ha notizia è stato quello del monaco Gerberto di Aurillac (poi diventato papa dal 999 al 1003 col nome di Silvestro II): egli propose l'uso di questo sistema in alcuni conventi in cui si scrivevano opere scientifiche, ma il metodo rimase del tutto sconosciuto nel mondo esterno.
L'incisione 1087 potrebbe essere autentica se ipotizzassimo l'esistenza di un convento a Castelpagano voluto dal papa Silvestro II (ipotesi non del tutto fantascientifica l'esistenza di un convento a Castelpagano in quel periodo, visto che è stato identificato il sito di un antico convento).»
(da Castelpagano nella cronistoria di Giuseppe Nista)
Sulla piazza del paese, ai piedi del palazzo feudale si può ammirare una colonna, ritenuta da Alfonso Meomartini una colonna della gogna  da cui è nata una moderna leggenda difficile da sradicare ma priva di  documentazione storica secondo la quale vi venivano legati i rei di certe colpe, per essere esposti alla pubblica infamia, e su cui si legge la seguente iscrizione:
Al sommo del pilastro, vi è lo stemma dell'antica Universitas con in campo una stadera  e la data del 1608.
In passato il paese faceva parte della Capitanata, successivamente fu aggregato al contado di Molise ed infine nel 1861 con l'unità d'Italia passò alla neonata provincia di Benevento.

## Società

### Evoluzione demografica
Al censimento fatto fare dall'Imperatore Carlo V, re di Spagna e di Napoli nell'anno 1532, Castelpagano contava 74 famiglie (500 ab.), in seguito si nota un continuo aumento d'abitanti fino al 1595 e successivamente si ha una diminuzione. Dal 1647 a causa della carestia del 1646-47 si nota una diminuzione degli abitanti, mentre dal 1766 si ha un aumento della popolazione. La popolazione della zona aumentava durante i periodi di pace e di assenza di pestilenze, carestie, terremoti, ecc., diminuiva quando queste calamità si abbattevano sulle teste dei nostri antenati.
1. anno 1532 famiglie/fuochi n. 74 (500 ab.);
2. anno 1545 famiglie n.115 (777 ab.);
3. anno 1554 famiglie/fuochi n.119 (804 ab.);
4. anno 1561 famiglie/fuochi n.119 (804 ab.);
5. anno 1595 famiglie/fuochi n.168 (1.135 ab.);
6. anno 1648 famiglie/fuochi n.140 (946 ab.);
7. anno 1669 famiglie/fuochi n.129 (872 ab.);
8. anno 1 766 abitanti n. 1.331;
9. anno 1 789 abitanti n. 2.025[7]

Dal passaggio al Regno d'Italia e con esso alla neonata provincia di Benevento la popolazione di Castelpagano si è evoluta con il seguente andamento:
Abitanti censiti

## Infrastrutture e trasporti
È raggiungibile dalla strada statale 212 della Val Fortore, che collega Benevento con Campobasso.

## Amministrazione

### Altre informazioni amministrative
Castelpagano fa parte della Regione Agraria n.2 della provincia di Benevento e della Comunità montana Titerno e Alto Tammaro.